# 8850 Bignonia
8850 Bignonia eller 1990 VQ6 är en asteroid i huvudbältet som upptäcktes den 15 november 1990 av den belgiske astronomen Eric W. Elst vid La Silla-observatoriet. Den är uppkallad efter Katalpaväxter.
Den tillhör asteroidgruppen Eos.